# محمية متنزه هالوك الحكومية
تبلغ مساحة محمية متنزّه هالوك الحكومية ( متنزّه جايمسبورت الحكومية سابقًا)  225 أكر (0.91 كـم2) متنزّه الولاية والمحمية الطبيعية الواقعة في مدينتي ريفرهيد وساوثولد في مقاطعة سوفولك ، نيويورك . يقع المتنزّه على الشاطئ الشمالي لجزيرة لونغ آيلاند 1 ميل (1.6 كـم) من شاطئ البحر في مواجهة لونج آيلاند ساوند .

## تاريخ
كانت الممتلكات التي ستصبح لمحمية متنزّه هالوك الحكومية تُستخدم سابقًا للتعدين غير القانوني للرمال خلال الستينيات، وكان يهدف في السابق إلى استضافة محطة طاقة نووية خططت لها شركة لونغ ايلاند للإنارة. خلال السبعينيات. استحوذت شركة مفتاح الطاقة على الأرض في عام 1998.
اشترتها ولاية نيويورك من شركة مفتاح الطاقة في عام 2002 مقابل 16 مليون دولار؛ وشمل الشراء أيضًا قراية 300 أكر (1.2 كـم2) ملاصقة للمتنزّه. على الرغم من افتتاح المتنزّه رسميًا باسم متنزّه جاينسبورت الحكومية في عام 2005، الوصول القانوني إلى المتنزّه غير المطورة مقيدًا حتى يتم إنشاء الممرات الرسمية ومركز الترحيب.
تم اعتماد خطة رئيسية للمتنزّه في عام 2010، وفي ذلك الوقت تم تغيير اسم المتنزّه من متنزّه جايمسبورت الحكومية إلى محمية متنزّه هالوك الحكومية. كان الهدف من تغيير الاسم هو معالجة حقيقة أن المتنزه لم يكن موجودًا في منطقة جايمسبورت المجاورة؛ بدلاً من ذلك، تم تسمية المتنزّه على اسم بركة في مكان الإقامة.
تم الإعلان عن التطوير الوشيك لمرافق المتنزّه في عام 2014 بعد تأمين تمويل بقيمة 3 ملايين دولار في ميزانية الدولة. انضمت أموال الدولة إلى 3.9 مليون دولار إضافية من أموال التنمية التي وردت من بيع 300 أكر (1.2 كـم2) قطعة أرض زراعية محمية.

## وصف المتنزّه

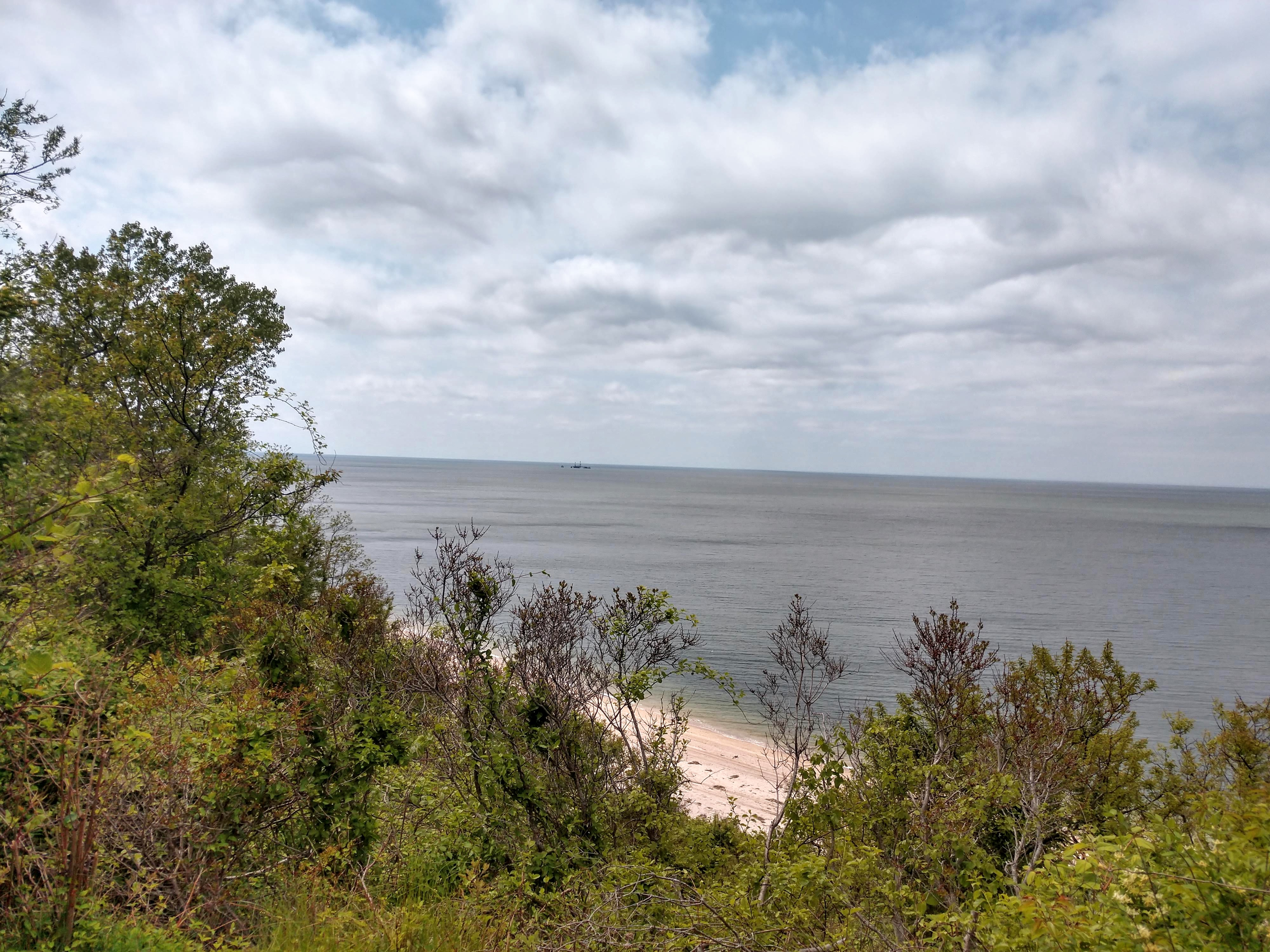
تتميز بالانحدار والكثبان الرملية في محمية متنزّه هالوك الحكومية بإطلالات ساحرة على الجزر الطويلة.

225 أكر (0.91 كـم2) يحتوي المتنزّه على غابات ومناطق مفتوحة وبركة ساحلية جاثمة نادرة، بالإضافة إلى شاطئ بطول ميل (1.6كم)على الجزر الطويلة . يُقصد به أن يكون بمثابة محمية طبيعية بالإضافة إلى السماح بالاستجمام السلبي مثل المشي لمسافات طويلة وصيد الأسماك وركوب القوارب غير الآلية وركوب الخيل الموسمي والغوص. يوجد مكتب متنزّه ومركز طبيعة ومسارات وطريق يمر عبر الأراضي الزراعية يؤدي إلى موقف سيارات علوي ومسارات إلى بركة الهالوك والغوص  يتميز المتنزّه بإطلالات رائعة على الجزر الطويلة.

## روابط خارجية
- New York State Parks: Hallock State Park Preserve